# Srpsko-albanski sukob
Srpsko-albanski sukob je neprijateljstvo između Srba i Albanaca koje je, otvoreno ili latentno, trajalo tijekom čitavog 20. stoljeća više puta prerastajući u oružani sukob. Ovaj sukob ima svoju dugu i složenu povijest koja se uglavnom odnosi na teritorij Kosova. 
Milorad Timotić, analitičar iz Centra za civilno-vojne odnose, smatra da su sljedeći povijesni događaji predstavljali uvod u srpsko-albanski sukob: islamizacija većine albanskih plemena u 17. i 18. stoljeću; Prvi srpski ustanak 1804. godine i Balkanski rat 1912. godine.
Srpska povjesničarka Latinka Perović kao bitne momente srpsko-albanskog sukoba identificira: krvavo gušenje albanskih pobuna, neuspjelu kolonizaciju u prvoj Jugoslaviji, svrstavanje Albanaca na stranu Italije u Drugom svjetskom ratu, vojnu upravu poslije Drugog svjetskog rata, status albanske nacionalne manjine koji su bili brojniji od tri jugoslavenska naroda (Slovenaca, Crnogoraca i Makedonaca), status pokrajine i pokušaj integracije u jugoslavensku državu, ukidanje pokrajine i teror režima Slobodana Miloševića.
Srpsko-albanski sukob je gotovo u potpunosti potisnuo nekadašnji odnos srpsko-albanskog prijateljstva.

## Srednji vijek
Neki autori smještaju početak srpsko-albanskog sukoba u srednji vijek, kada su srpski vladari zaposjeli teritorije naseljene Albancima. U 14. stoljeću car Dušan je osvojio većinu albanskih oblasti, proglasivši se „carem Srba, Grka, Bugara i Arbanasa”. Edith Durham smatra da su antilatinske odredbe Dušanovog zakonika bile poglavito uperene protiv Albanaca, jer su oni u dotičnim oblastima predstavljali katolički živalj. Stoga, ona zaključuje da progoni nisu bili vjerski već rasno motivirani.

## Osmansko razdoblje
Tokom višestoljetne osmanske vladavine dolazi do krupnih demografskih promjena u sastavu stanovništva. Srbi su se neprestano iseljavali ka sjever, u današnju Šumadiju, Srijem, Mačvu i Vojvodinu. S druge strane, Albanci su se u plodnije krajeve doseljavali iz planinske i siromašne sjeverne Albanije, o čemu svjedoči činjenica da kosovski Albanci govore sjevernoalbanskim narječjem „Gega“.
Primajući islam, Albanci su stjecali status punopravnih građana Osmanskog Carstva. Srbi, koji nisu prihvatili islam ostali su obespravljena raja i od tog vremena počinje stvaranje kulturnog i društvenog jaza između ova dva naroda. Srpski autori naglašavaju da su Turci upotrebljavali albanske muslimane kao sredstvo za širenje islama i za gušenje pokreta za slobodu. Oni također navode da su Albanci pod turskom vlašću bili "stalni predstavnici nereda i bezvlašća", a da je riječ Arnautin bila "sinonim za nasilnika i pljačkaša".

## Velike seobe stanovništva
Između 1683. i 1699. godine vođen je Veliki turski rat između Osmanskog carstva i više europskih sila ujedinjenih u tzv. "Svetu ligu". Nakon prodiranja austrijske vojske na Kosovo, mnogi Srbi su se pobunili protiv Turske i pridružili austrijskoj vojsci, zbog čega ih je turska država proglasila državnim neprijateljima. Nakon povlačenja Austrijanaca, došlo je do Velike seobe Srba s Kosova na teritorij Habsburške Monarhije. Najveće pojedinačno iseljavanje Srba s Kosova zbilo se 1690. godine, a predvodio ga je sam patrijarh srpske pravoslavne crkve Arsenije III. Crnojević. Računa se da je tada s patrijarhom u Vojvodinu došlo pješice i na kolima oko 100.000 ljudi, što je ostalo upamćeno kao Velika seoba Srba. 
Tijekom idućeg rata Austrije s Turskom 1737. – 1739. car Karlo VI. ponovo poziva kršćane na ponovni ustanak. Austrijske postrojbe zauzimaju Niš, a srpski patrijarh Arsenije IV. Jovanović upućuje ljude na Kosovo i sjevernu Albaniju da dižu narod na ustanak. Ustanici i Austrijanci nanose Turcima poraz kod Nove Varoši u kolovozu. Međutim, nakon što ovi teritoriji ponovo dolaze pod tursku vlast, još više Srba se seli preko Dunava u Vojvodinu na teritorij Habsburške Monarhije. U idućem razdoblju Albanci naseljavaju oblasti doline Laba, Južne Morave do Surdulice i Leskovca, Skoplja, Kuršumlije i Niša. Svim ovim premještanjima, srpski etnički centar se seli iz starih područja Raške i Kosova u slijev Morave i Vojvodinu. Zbog svega navedenog, neki autori smatraju da je srpsko stanovništvo na Kosovu već pri kraju 18. stoljeća postalo brojčano manjinsko.

## Borba za neovisnost Srbije
Tijekom Prvog srpskog ustanka, vođene su borbe s Albancima koji su pružali žestok otpor srpskoj vojsci kada je ona došla do Novog Pazara, Sjenice i Peštera. Srbija je u prvom ustanku započela istjerivanje najsjevernijih albanskih naselja "još od Jagodine". Miloš Obrenović je tokom 1830-ih godina poduzeo razne mjere za iseljavanje albanskog stanovništva iz srbijanskih gradova. Ilija Garašanin je 1844. napisao tajni program vanjske politike Srbije, Načertanije, kojim je predviđeno teritorijalno širenje srpske države na jug, na oblasti naseljene Albancima.
| „                         | Pitanje iseljenja Albanaca nije rasvjetljeno do danas, a srpski režim je prisilio na iseljenje i one Albance koji nisu otišli tokom ratova 1877.-1878., pa čak i one koji su se vratili na svoju zemlju nakon što je rat završen. | ” |
| — Jovan Hadživasiljević , | |   |

Albanci su sve do 1878. godine živjeli na području Leskovca, Vranja, u Pešteru blizu Sjenice i u dolini južne Morave. Vasa Čubrilović piše da su oblasti Prokuplja, Kuršumlije i Leskovca, sve do Niša, nazivane "Toplički Arnavutluk". Srpsko-turski rat 1876-1878. godine je vođen u oblasti Niškog sandžaka, uključujući njegove jugozapadnom dijelove naseljene Albancima. U borbama za Prokuplje i Kuršumliju najžešći otpor pružali su Albanci (kod Kuršumlije se uz 400 turskih nizama borilo oko 2000 Albanaca). Po zauzimanju ovih oblasti, srpska vojska je činila zločine nad albanskim civilima, prisiljavajući ih na odlazak. Povjerenik na srpskoj granici, Englez John Ross zabilježio je sljedeće: “Gotovo svo stanovništvo zapadnog dijela Niškog sandžaka, koji je predan Srbiji, bili su Albanci muslimanske vjeroispovijesti ... Svi oni su izbjegli u Kosovski vilajet, napuštajući čitavu zemlju.
Nakon srpsko-turskih ratova Srbija je pripojila oblasti Niša, Prokuplja, Kuršumlije, Vranja, Leskovca, Jablanice i Toplice, s oko 640 albanskih sela. Nakon završetka rata i priznavanja nezavisnosti Kneževine Srbije 1878. godine, člancima 35 i 39 Berlinskog ugovora je jasno istaknuto da u novopripojenim krajevima muslimani i kršćani trebaju uživati jednaka građanska i politička prava i slobodno raspolagati svojom imovinom. Međutim, u Srbiji dolazi do masovnih prisilnih iseljavanja Albanaca iz novopripojenih krajeva (prvenstveno iz Topličkog okruga, nekada naseljenog Albancima) i spaljivanja albanskih sela i gradskih četvrti. Srpski autori procjenjuju da oko 30.000 do 40.000 izbjeglih i prognanih Albanaca iz Kneževine Srbije prelazi u Osmansko Carstvo, gde se naseljavaju uglavnom na području Kosovskog vilajeta. Albanski autori procjenjuju broj Albanaca izbjeglih u Kosovski vilajet 1878. godine na oko 60.000. Ukupan broj protjeranih Albanaca iz Kneževine Srbije nakon pripajanja tih oblasti kosovski znanstvenici procjenjuju na oko 350.000. Engleski konzul Geuld je razgovarao s gradonačelnikom Prištine, koji se žalio na nevolje s izbjeglicama iz Niša, Leskovca i drugih gradova, navodeći da ih je oko 90.000-100.000 izbjeglo u Prištinu. Zbog nepoštivanja Berlinskog ugovora Albanci su uputuli diplomatskim predstavnicima velikih sila peticiju u kojoj se kaže: 
Po protjerivanju Albanaca iz Topličkog okruga, na njihovu zemlju su doseljeni kolonisti iz Crne Gore, Sjenice, Vranja, Kosova, Peći, itd.

## Situacija u Kosovskom vilajetu
Albanske izbjeglice iz Srbije, poznate kao muhadžiri, nakon prelaska u Kosovski vilajet postaju neprijateljski nastrojene prema kosovskim Srbima i vrše veliki pritisak na njih. Zbog teškog položaja, mnogi kosovski Srbi između 1876. i 1912. godine prelaze u Srbiju. Procjenjuje se da se u posljednjih dvadeset godina 19. stoljeća iz kosovskog vilajeta u Srbiju iselilo najmanje 60.000 ljudi.
1890. godine je osnovan srpski Konzulat u Prištini i nakon toga konzuli šalju mnoge izvještaje o albanskim nasiljima na Kosovu. Srpski konzul Sima J. Avramović u izviješću Nikoli Pašiću govori o "ubojstvima, pljačkama, teškom zulumu i bezakonju", zaključujući da se "Arnauti nikad neće umiriti, ni popraviti, dok se protiv njih sila ne upotrijebi" i dok im se ne zavede izvanredno stanje "s prijekim, vojničkim sudom". Od 1878. srpska vlada ubacuje oružje u Kosovski vilajet, naoružavajući tamošnje Srbe.
20. svibnja 1894. godine vicekonzul Branislav Nušić piše da su Albanci naročito kivni na Srbe zbog upada oružanih četa Pećanaca, koji su iselili u Srbiju. Nušić piše da se događaju vrlo često slučajevi, da Pećanci iz Srbije prijeđu granicu, ubiju nekog Albanca i vrate se u Srbiju, a to poslije plate kosovski Srbi životom i imanjem. 1894. godine dolazi do povećanog nasilja muslimana nad kršćanima, i do "neobično nagle emigracije stanovništva, koju nikakva sredstva nisu kadra spriječiti".
Nušić 25. lipnja 1894. godine piše: "Zaista je užasno svaki dan slušati toliko jadikovanje užasno potlačenoga stanovništva, koga ubijaju, globe, turče, raseljavaju i otimaju im imanja, kuće, novac, stoku i sve". Tijekom grčko-turskog rata 1897. godine položaj kršćana u čitavom Osmanskom Carstvu biva pogoršan. Srpski konzul u Prištini je prikupljao podatke o zločinima, na osnovu čega je srpska vlada vodila diplomatske akcije kod Porte.
Od 1904. godine srpska vlada organizirano šalje četnike na Kosovo. Srpska četnička akcija u kosovskom vilajetu naišla je na žestoko protivljenje Austro-Ugarske, koja je ovu politiku smatrala velikosrpskom. Ubacivanju oružanih četa su se protivili i predstavnici Srba s Kosova, tražeći od srpske vlade da taj pokret zaustavi, jer navlači na narod još veće nasilje.

## Borba za neovisnost Albanije
Borba za neovisnost Albanije je vođena od sredine 19. stoljeća, a centar albanskog nacionalnog pokreta je bio na Kosovu. Albansko stanovništvo je uglavnom živjelo podijeljeno u četiri osmanska vilajeta: kosovskom, skadarskom, janjinskom i manastirskom (bitoljskom), zajedno s drugim narodima, prije svega Makedoncima, Srbima, Grcima, Bošnjacima, Turcima i ostalima. 10. lipnja 1878. godine na sastanku u Prizrenu Albanci osnivaju Prizrensku ligu, čiji je cilj borba za albansku autonomiju i ujedinjavanje ova četiri vilajeta u jedan albanski vilajet. Prizrenska liga se suprotstavila odlukama Berlinskog kongresa da preda Gusinje i Plav Kneževini Crnoj Gori, nakon čega dolazi do oružanih sukoba s Crnogorcima. Crnogorci su vodili dvije bitke s dobrovoljcima Lige, kod Novšića i Murina, ali nisu uspjeli svladati otpor Albanaca. Zbog neprovođenja odredbi Kongresa, Crnoj Gori su ponuđeni teritoriji Hota i Gruda u zamjenu za Plav i Gusinje. Međutim, opet su se suprotstavili dobrovoljci Lige i onemogućili predavanje teritorija. Na kraju su velike sile Crnoj Gori kao kompenzaciju ponudile teritoriju Ulcinja, priključujući ga silom Crnoj Gori.
Početkom 1912. dolazi do velikog albanskog ustanka pod vođstvom Općeg ustaničkog komiteta, na području Drenice, Peći, Đakovice, i sjeverne Albanije. Ustanici su zauzeli čitavo Kosovo, sjevernu Albaniju, pa čak i Skoplje. Turci u početku odbijaju albanske zahtjeve ali nakon što su albanski ustanici stigli do Soluna, Porta je bila prisiljena prihvatiti sve njihove zahtjeve. Portino obećanje autonomne Albanije, koja bi obuhvatila četiri vilajeta, je izravno ugrožavalo interese susjednih kršćanskih država. Osmanska vlast je 18. kolovoza 1912. godine priznala autonomiju Albaniji, što je zauzvrat izazvalo vojnu akciju balkanskog saveza protiv Turske. Srbi su požurili suprotstaviti se planu "Velike Albanije" vlastitim planom podjele Europske Turske između balkanskih država. Nakon što su četiri balkanske zemlje sklopile savez i započele pripreme za rat s Turskom, Srbija je kontaktirala albanske vođe s namjerom privlačenja na svoju stranu ili bar uvjeravanja da u predstojećim sukobima ostanu netralni. Međutim Albanci su to odbili, smatrajući da će u toku ratnih operacija biti ugroženi teritoriji koje su oni smatrali svojim. Pred sam rat, 10. studenoga 1912. godine, došlo je do okupljanja albanskih vođa u Skoplju, tadašnjoj prijestonici Kosovskog vilajeta. Skup je donio odluku o ujedinjenju Albanaca četiri vilajeta: skadarskog, kosovskog, bitoljskog i janjinskog. Tom prilikom je odlučeno da se u predstojećem ratu Albanci bore na strani Turske. Nakon toga, Albanci su pristupili organiziranju dobrovoljačkih odreda koji će se suprotstaviti srpskim trupama u slučaju napada na Kosovski vilajet.

## Balkanski ratovi
Prvi balkanski rat zatekao je Albance kao jedinu balkansku naciju bez vlastite nacionalne države. Krajem 1912. godine, nakon što je Porta priznala autonomiju Albanije, savezničke balkanske države su zajednički napale Osmansko Carstvo i u toku idućih nekoliko mjeseci osvojile i međusobno podijelile gotovo sve osmanske teritorije naseljene Albancima. 
Srpska i crnogorska vojska su napale osmansku državu u listopadu 1912. prodirući na Kosovo. Albanci su se protivili zauzimanju njihovih naselja i organizirali su dobrovoljačke jedinice koje su pružale jak otpor napredovanju srpskih trupa. Srpski vojni stožer izdao je naredbu da svako albansko naselje iz kojeg se zapuca bude uništeno. Gerilski otpor je pružan prilikom posjedanja i prolaska srpske vojske kroz Prištinu, Ferizović i selo Crnoljeva na Zborce Hanu, gde je došlo do jačeg sukoba. Kod Podujeva se petnaest tisuća dobrovoljaca pod zapovjedništvom Ise Boljetinca suprotstavilo Trećoj srpskoj armiji koja je nastupala prema Prizrenu. Poslije pobjede nad Albancima, Srbi su ušli u Prizren i nastavili nastupanje ka Jadranskom moru. Prilikom nastupanja ka Jadranskom moru,u listopadu i studenom 1912, desna (sjeverna) kolona srpske vojske, koja se kretala kroz oblast Dukađin, naišla je na žestok otpor, te su joj pozadinske trupe gotovo uništene. Srbija je u toku listopada i studenog 1912. zaposjela gotovo čitav Kosovski vilajet i najveći dio današnje Albanije, zajedno s albanskom obalom na kojoj je najvažnija strateška točka bila luka Drač. Na osvojenom području su odmah uspostavljene građanske vlasti i albanski teritorij je de facto anektiran Srbiji: 29. studenoga je osnovan drački okrug s četiri sreza: Drač, Lješ, Elbasan i Tirana. Crnogorska vojska je zaposjela dijelove Sandžaka, Metohije i oblast oko Skadra u sjevernoj Albaniji. Prilikom opsade Skadra, Srbi i Crnogorci su imali velike gubitke.
Prilikom zaposjedanja albanskih naselja 1912. i 1913. godine vojske savezničkih balkanskih država (u prvom redu srpska i crnogorska vojska) su počinile brojne zločine nad Albancima uključuju masovna pogubljenja, masakriranje civilnog stanovništva, etničko čišćenje, nasilno pokrštavanje i progone. Radi ispitivanja zločina Karnegijeva zadužbina za međunarodni mir je formirala posebno povjerenstvo koje je 1913. poslano na Balkan u čijem izvješću se navodi:
Broj žrtava u dijelu Kosovskog vilajeta pod srpskom kontrolom se u prvih nekoliko mjeseci procjenjivao na oko 25.000 ljudi. Ukupan broj žrtava tijekom 1912. i 1913. godine u svim albanskim oblastima pod srpskom kontrolom, Kosta Novaković procjenjuje na oko 120.000 Albanaca oba spola i svih uzrasta. Srpska vlada je većinu izviješća o ratnim zločinima dočekala službenim poricanjem.
Pod jakim međunaronim pritiskom, balkanski susjedi su sredinom 1913. godine bili prisiljeni na povlačenje s teritorija međunarodno priznate države Albanije, koja je obuhvatila tek oko polovicu albanskog etničkog teritorija, dok se veliki broj Albanaca našao u okviru Srbije, Crne Gore i Grčke. Nakon balkanskih ratova, Kosovo je pripalo Kraljevini Srbiji, što srpska historiografija naziva „oslobođenjem“, a Albanci smatraju brutalnom okupacijom.
Srpski i jugoslavenski komunisti su smatrali da je "aneksija albanskih krajeva u zaposjednutoj Makedoniji i na Kosovu" uz nastojanje velikosrpske buržoazije da potčini "još i cijelu ili barem sjevernu Albaniju, stvorilo suprotnost s Albanijom." Slovenski politikolog Anton Bebler ocjenjuje da je problem Kosova njegovim “oslobođenjem” 1912. kratkovidno sebi natovarila na vrat agresivna srpska politička elita, čime je stvoren kolonijalni problem Kraljevine Srbije.

## Prvi svjetski rat
Jedan od službenih ratnih ciljeva Kraljevine Srbije u Prvom svjetskom ratu bio je izlazak Srbije na Jadransko more preko sjeverne Albanije. U ljeto 1914. vlada Srbije je pomogla Esad-paši Toptaniju u preuzimanju vlasti u Albaniji. U siječnju 1915. godine, poslije Kolubarske bitke koja je trajala skoro mjesec dana i kojom je Srbija oslobođena od prve okupacije, srpske vlasti procjenjuju da su stekli prestiž kod saveznika i šalju ponovo trupe radi izlaska na more preko Albanije. U ljeto 1915. srpska vojska je intervenirala u Albaniji radi „zaštite“ Esad-pašinog režima, slomivši ustanak njegovih protivnika.

## Razdoblje Kraljevine Jugoslavije

### Srbizacija i kolonizacija Kosova
Nakon pripajanja Kosova Kraljevini Srbiji, kosovski Albanci su bili suočeni s politikom prisilne srbizacije, koja se ogledala u zabrani korištenja albanskog jezika, pokrštavanju, kolonizaciji i etničkom čišćenju. U novoj državi, albanska naselja su bila preimenovana srpskim nazivima (npr. Ferizović u Uroševac), a Albancima je bilo zabranjeno školovanje na svom jeziku. Također je provođeno i nasilno prevođenje Albanaca katolika na srpsku pravoslavnu vjeru.
Prema službenom popisu stanovništva Kraljevine SHS iz 1921. godine Kosovo je imalo 439.010 stanovnika, od toga 280.440 Albanaca (64,1%). Kraljevina Jugoslavija je nastojala politikom agrarne reforme i mjerama kolonizacije utjecati na izmjenu etničke slike Kosova .
Beogradska vlada je započela opsežan program kolonizacije Kosova, dajući prednost Srbima, a posebno bivšim vojnicima ili pripadnicima četničkih odreda. Na Kosovo je planski kolonizirano oko 65.000 nealbanskog stanovništva iz raznih krajeva Jugoslavije. Bilo je i oduzimanja zemlje od Albanaca, što dovodi do pobuna čitavih sela, i intervencije vojske. U međuratnom razdoblju (1918-1941), koji je trajao 23 godine, na Kosovu je skoro osamnaest godina bila uspostavljena vojna uprava. Dr. Vaso Čubrilović, srpski akademik i političar, 1937. godine je napisao memorandum „Isterivanje Arnauta“, kojim predlaže etničko čišćenje Kosova od Albanaca.

### Albanski otpor
Po završetku Prvog svjetskog rata 1918. godine, srpske trupe su se po povratku na Kosovo susrele s oružanim otporom kačaka. Iste godine, osnovan je Komitet narodne obrane Kosova, poznatiji kao Kosovski komitet, koji se borio za izdvajanje teritorija naseljenih Albancima (Kosova, Metohije, zapadne Makedonije i dijelova Sandžaka) iz novoformirane Kraljevine Srba, Hrvata i Slovenaca i za njihovo pripajanje Albaniji. Komitet je uspostavio suradnju s crnogorskom emigracijom okupljenom oko kralja Nikole i makedonskim VMRO-om, primao je i pomoć u novcu i oružju od Talijana. U siječnju 1920. godine su dva člana Komiteta postali ministri u Albaniji, a sredinom ljeta iste godine jedan od njihovih vođa, Bajram Curi, postaje ministar Vojske Albanije, što dovodi do velike zategnutosti srpsko-albanskih odnosa. Srpske trupe su okupirale albanske pogranične oblasti i pokušale dovesti na vlast Esad-Pašu Toptanija.
U 1921. godini su učestali kačački napadi na suradnike jugoslavenske vlasti kao što su: kmetovi, panduri, predsjednici općina i drugi. Poznatije vođe kačaka su bili Azem Bejta (poznat i kao Azem Galica), Bajram Curi, Hasan Vučitrna, Iso Boljetinac, Mehmed Delija, Elez Jusug i drugi, koji su skoro u svim mjestima imali svoje odrede. Kačaci su u oblasti Drenice čak uspjeli oformiti „oslobođenu“ oblast koju su nazivali Mala Albanija (alb. Arbnia e Vogel). Krajem rujna 1924. godine srpska vojska je u velikoj akciji uz opsežnu upotrebu topništva razbila većinu kačačkih odreda i likvidirala njihove vođe. Zbog pojačanog pritiska na Albance i Turke pod srpskom upravom, veliki broj njih se iseljava s Kosova i Metohije.

## Drugi svjetski rat
Neposredno po izbijanju Drugog svjetskog rata u Jugoslaviji, teror nad Albancima se pojačao. Tokom kratkotrajnog Travanjskog rata mnoge albanski vojnike u jugoslavenskoj vojsci ubili su srpskih vojnici i časnici. Jugoslavenska vojska je također ubijala istaknute Albance, posebno političke predstavnike kao što je Sherif Voca, ubijen 13. travnja 1941. Mnogi Albanci su ubijeni u barakama Mitrovice, pošti u Vučitrnu i u Đakovičkom okrugu, gdje je vojska zapalila sela Bec, Gërgoc, Radoniq, Janosh, itd.
Situacija se okrenula kada su nakon jugoslavenske kapitulacije talijanske i njemačke jedinice ušle na Kosovo. Između 1941. i 1945. godine, za vrijeme fašističke okupacije, Italija je stavila najveći dio Kosova, zapadne dijelove Makedonije i istočne dijelove Crne Gore pod upravu vlade Kraljevine Albanije, koja je bila talijanski protektorat (vidi Velika Albanija). Progon Srba i ostalih nealbanaca je bio surov. Srbi su ubijani i mučeni, njihova imovina je pokradena, a kuće spaljene. Mustafa Kruja, premijer Albanije je bio na Kosovu u lipnju 1942., i na sastanku s vođama kosovskih Albanaca je izjavio:
"Srpsko stanovništvo treba što prije skloniti s Kosova. Srpski kolonisti trebaju biti ubijeni. Tokom rata, brojni srpski i crnogorski kolonisti doseljeni 1920-ih i 1930-ih su protjerani nazad u Crnu Goru i Srbiju, a mnogi su ubijeni.
Tijekom rata, na Kosovu su djelovale razne četničke jedinice, koje su počinile brojne zločine nad stanovnicima albanskih sela na granici Kosova i Sandžaka, zbog čega je preživjelo stanovništvo bilo prisiljeno na masovno iseljavanje. Četnici su nastojali uključiti Kosovo u etnički čistu Veliku Srbiju, a radi ostvarenja svojih namjera otvorili su koncentracijske logore u koje su odvođeni Albanci. U izvješću Komande II. četničkog korpusa Draži Mihajloviću četnici izjavljuju da će se boriti protiv Turaka i Albanaca do istrebljenja i da mržnja na Albance i Turke privlači čak i pristalice komunizma. Mnogi četnici su nakon amnestije u kolovozu 1944. godine prišli partizanskim jedinicama, noseći sa sobom neprijateljski stav prema Albancima.
Krajem 1943. i početkom 1944. godine na Bujanovskoj skupštini, Narodnooslobodilački odbor Kosova je donio odluku o ujedinjenju Kosova s Albanijom. Iako su u više navrata o tome tajno pregovarali rukovodioci komunističkih partija Jugoslavije i Albanije, jugoslavenski komunistički vrh se na taj potez nikada nije odlučio zbog velikog utjecaja Srba i Crnogoraca u njemu. Iako su KPJ i NOVJ proklamirali politiku ravnopravnosti i bratstva i jedinstva, ipak se njihovi odredi na Kosovu i Metohiji, sačinjeni uglavnom od Srba i Crnogoraca, nisu u praksi uvijek tako ponašali. Desetak dana nakon što su partizanske jedinice prodrle na Kosovo 1944. godine, izbila je velika oružana pobuna među Albancima koji su to doživjeli kao ponovnu "okupaciju" Kosova. Na Kosovu je nakon toga zavedena vojna uprava. Između listopada 1944. i srpnja 1945. jugoslavenski partizani su se žestoko obračunavali s otporom Albanaca, pravdajući to borbom protiv "kontrarevolucionarnih" elemenata. U tim operacijama je sudjelovalo nekoliko divizija s oko 40.000 vojnika. Prema procjenama albanskih znanstvenika, preko 47.300 Albanaca je ubijeno na prostorima bivše Jugoslavije između 1941-1945. Albancima Jugoslavije nije dopušteno ujedinjenje s Albanijom, kao što su odlučili na Bujanovačkoj konferenciji, već su formiranjem avnojevskih granica podijeljeni u četiri administrativne jedinice SFRJ: SAP Kosovo, Uža Srbija, Makedonija i Crna Gora. Mnogi albanski partizani su ponovno pripajanje Kosova Srbiji doživjeli kao poništavanje njihove borbe i izdaju od vođstva narodnooslobodilačkog pokreta.
Po završetku rata 1945. godine, nove vlasti su svim protjeranim predratnim jugoslavenskim kolonistima zabranile povratak na Kosovo, jer su ih smatrali eksponentima velikosrpske politike. Ova odluka je žestoko kritizirana od mnogih srpskih autora i uzimana kao ultimativni dokaz nepravde komunističkih vlasti prema Srbima.

## Razdoblje SFRJ

### Položaj Albanaca u novoj Jugoslaviji
Usprkos znatno poboljšanom položaju Albanaca u usporedbi s razdobljem Kraljevine Jugoslavije, ni u poslijeratnoj federalnoj Jugoslaviji nije bila postignuta puna ravnopravnost. Niži kolektivni status neslavena (uključujući i Albance) ogledao se već u imenu države "Jugoslavija", himni “Hej Slaveni” i u ustavnom razlikovanju “naroda” i “nacionalnih manjina”, odnosno “narodnosti”  (od 1968). Svi slavenski narodi su u Titovoj državi dobili svoje republike, dok su jugoslavenski Albanci, iako brojniji od Slovenaca, Makedonaca i Crnogoraca, dobili samo autonomnu pokrajinu. 
Položaj Albanaca u novoj Jugoslaviji znatno je pogoršan nakon rezolucije informbiroa 1948. godine, kada su mnogi albanski intelektualci zatvarani i likvidirani pod optužbom da su špijuni Enver Hoxhine Albanije. Od tada se u jugoslavensko-albanskom međunacionalnom sukobu javlja i ideološki element. 1951. godine ponovo se aktualizira pitanje iseljenja Albanaca i dolazi do obnavljanja pregovora s Turskom, zainteresiranom da naseli albansko stanovništvo na granici prema Kurdima, s kojima je tada bila u sukobu. Državna uprava je vršila veliki pritisak na Albance da se izjasne kao Turci na popisu stanovništva FNRJ 1953. godine. Između dva popisa na Kosovu, broj osoba koje se izjašnjavaju kao Turci je naglo skočio s 1,315 u 1948. na 34.583 u 1953. godini. Albanci koji su se protivili ovakvoj politici bili su zatvarani ili su napuštali zemlju. Tijekom 1953., zbog pritiska, oko 37.000 Albanaca je napustilo zemlju. Prema službenoj evidenciji, 19.300 Albanaca je iseljeno 1953. i 17.500 1954. godine. Najveći pritisak na Albance vršen je prilikom akcije skupljanja oružja tokom 1955. – 1956., koju su provodile državne službe na čelu s Aleksandrom Rankovićem. Tijekom ove akcije je otvoreno 22.048 dosjea, uključujući i državne dužnosnike. Pod izgovorom traženja oružja, organi državne sigurnosti su mučili oko 30.000 Albanaca, od čega je oko 100 osoba umrlo. 1956. je održan Prizrenski proces albanskim vođama i intelektualcima, koji Albanci smatraju namještenim. Državna sigurnost Kosova je neprestano tretirala Albance kao nepovjerljiv element. U "Priručniku UDBA-e" iz 1957. albansko stanovništvo je smatrano neprijateljskim. Idućih godina vlada je zatvorila srednje škole na albanskom jeziku, smanjila broj osnovnih škola i zatvorila Institut za albanologiju u Prištini.
| „              | U svojoj mladosti vjerovao sam da Jugoslavija može opstati kao federativna multietnička država ravnopravnih naroda. Bio sam iskreno privržen projektu Jugoslavije po Ustavu od 1974. Nekako smo se ponosili što se Jugoslavija razlikuje od svih drugih zemalja rigidnih komunističkih režima, bez ikakve slobode i sa siromašnim građanima. Mi građani Jugoslavije u svakom pogledu živjeli smo bolje. Mislio sam da u okviru takvog projekta može biti dobro i za moj albanski narod.” | ” |
| — Azem Vllasi, | |   |

Nakon smjene šefa jugoslavenske policije Aleksandra Rankovića 1966. godine, razotkriven je niz represivnih mjera koje su organi sigurnosti provodili na Kosovu. Iako su Albanci činili većinsko stanovništvo pokrajine, Srbi su držali nerazmjerno velik broj državnih i partijskih funkcija, uključujući i kontrolu nad lokalnom policijom i snagama sigurnosti. Mirno iskazivane zahtjeve kosovskih Albanaca za ravnopravnim položajem sa Slavenima, jugoslavenske vlasti su više desetljeća zatirale policijom, vojskom, zastrašivanjem i višegodišnjim zatvorskim kaznama za demonstrante. Najpoznatiji zagovornik prava kosovskih Albanaca, pisac Adem Demaqi, je zbog svojih verbalnih delikata proveo ukupno 28 godina u zatvoru.
27. studenoga 1968. došlo je do masovnih prosvjeda na Kosovu, čiju su osnovu činili studenti Prištinskog sveučilišta, prije svega s Filozofskog fakulteta. U zoru 28. studenog došlo je do intervencije jedinica JNA, pred kojim se okupljena masa razišla. Tek nakon velikih demonstracija 1968. godine, Albanci na Kosovu dobili su veću autonomiju, uključujući i pravo na školovanje na vlastitom jeziku.

### Položaj Srba na Kosovu
S druge strane, ni kosovski Srbi nisu bili zadovoljni svojim položajem. Tijekom 1960-ih godina nastavlja se iseljavanje Srba s Kosova. Mnogi srpski manastiri i crkve (Gorioč, Zočište, Sv. Marko Koriški, Buzovik, Dečani, Pećka patrijaršija i dr.) žale se na nanošenje štete od strane nepoznatih osoba i bespravnu sječu šume.
Nakon proširenja albanske autonomije, dolazi do smjene mnogih Srba i Crnogoraca u političkim tijelima, upravi i radnim organizacijama. Srpski autori kao posebnu „nepravdu“ naglašavaju primjenu principa etničke reprezentacije, prema kojem je postotak zaposlenih pripadnika neke nacije morao biti u skladu s brojnošću te nacije u ukupnoj populaciji. Tako na primjer, na svakih pet radnih mjesta mogao je doći tek jedan Srbin. Isto je važilo i na Sveučilištu u odnosu na broj studenata. Zbog gubitka posla, i pritiska sredine, iseljavanje Srba i Crnogoraca počinje poprimati masovne razmjere.1970-ih godina, oko 57.000 Srba je iselilo s Kosova.

### Prosvjedi na Kosovu 1981.
Kosovski Albanci, koji su činili apsolutnu većinu stanovnišva (77.4%), su u proljeće 1981. godine započeli mirne studentske prosvjede tražeći da Kosovo postane sedma republika u okviru jugoslavenske federacije. Kosovski prosvjednici su nosili Titove slike i uzvikivali slogan “Kosovo – republika”, tražeći ravnopravni položaj unutar Jugoslavije sa svim ostalim slavenskim narodima koji su imali svoje republike. Neki albanski predstavnici su također tražili da u novoj republici budu ujedinjeni svi Albanci Jugoslavije, tako što će Kosovu biti vraćene oblasti nekadašnjeg Kosovskog vilajeta naseljene Albancima, a podijeljene između Srbije, Makedonije i Crne Gore.
Jugoslavenska vlast je na zahtjeve albanskih studenata odgovorila slanjem JNA, što je predstavljalo prvu masovnu upotrebu vojske protiv demonstranata u povijesti SFRJ. U neredima koji su uslijedili, ubijeno je, prema nekim podacima, više desetina ljudi, uglavnom albanskih učenika i studenata, što je tadašnji režim prikrio od javnosti. Prema službenoj verziji, poginulo je 11 osoba, dok ih je uhićeno 4200. Na Osmom kongresu Partije rada Albanije, koji je održan od 1. do 8. studenog 1981. godine, albansko rukovodstvo je pružilo jaku podršku borbi Albanaca na SAP Kosovu i zauzelo jako oštar stav u osudi jugoslavenske politike prema albanskoj manjini u SFR Jugoslaviji.
Nakon krvavog gušenja albanskih prosvjeda, nastali su mnogi problemi, pogoršani su politički odnosi na Kosovu i došlo je do mržnje prema JNA. Uvedena je neka vrsta vojne uprave nad Kosovom, a armija od tada ima ključnu političku ulogu. Na Kosovu je nastala čistka, počevši od sveučilišta. Idućih godina kosovski Albanci su bili izloženi represiji i masovnim uhićenjima. Milicija je upadala u njihove kuće tražeći oružje, privodila ih bez naloga i često mimoilazila legalnu proceduru. Od 1981. do 1988. godine kroz policijsku i sudsku obradu prošlo je oko 600.000 ljudi, što je više od trećine stanovništva Kosova. Od toga je 22 tisuće osuđeno na dugogodišnje zatvorske kazne, a većina njih zbog verbalnog delikta, odnosno uzvikivanja parola kao što je “Kosovo Republika”. Veliki broj mladih ljudi, uglavnom studentske populacije, tih godina su napustili Kosovo i otišli u zapadnu Europu.
Ovi prosvjedi, koje je pratilo izvjesno nasilje nad Srbima, su vođeni optužbama da Albanci čine zlodjela prema manjinskom srpskom stanovništvu i da se nad Srbima na Kosovu „provodi genocid.“

### Porast albanofobije u Srbiji
| „                          | Bilo bi nemoguće ovdje pobrojati sve nebrojene slučajeve brutalnog i životinjskog silovanja srpskih žena, djevojčica, starica i monahinja od obijesnih Arbanasa. | ” |
| — Episkop Atanasije Jevtić | |   |

Nakon kosovskih nemira, u Srbiji započinje organizirana propaganda o genocidu nad Srbima na Kosovu (krivotvore se izvješća o silovanju Srpkinja, iseljavanju Srba i sl). Srpski nacionalisti iseljavanje Srba s Kosova prikazuju kao rezultat pritiska i uzimaju kao dokaz da Albanci, ne samo da imaju autonomiju, već da Srbima čine ogromnu nepravdu u vlastitoj državi. U širenju protu-albanskih osjećaja veliku ulogu je igrala i Srpska pravoslavna crkva.
Sredinom 1980-ih, govor mržnje u srpskim medijima koncentrira se na Albance. Uz albansko ime su od sredine 1980-ih korištene riječi “genocid”, “zulum”, “razbojništvo”, “silovanje”, čime je spominjanje Albanaca i u privatnom govoru steklo negativnu konotaciju. 1985. godine je objavljena Knjiga o Kosovu srpskog povjesničara Dimitrija Bogdanovića čija je osnovna teza da Albanci provode “planski genocid” nad Srbima, a odlikuje je negativni naboj prema Albancima. 1986. godine je objavljen utjecajni Memorandum SANU, koji demonstracije Albanaca na Kosovu 1981. godine naziva „neofašističkom agresijom“ i navodi da se na Kosovu i Metohiji provodi „fizički, politički, pravni i kulturni genocid nad srpskim stanovništvom“. Ovaj Memorandum je stručna komisija Ujedinjenih naroda nekoliko godina kasnije ocijenila kao „sredstvo širenja antialbanskih osjećaja“.

## Miloševićevo razdoblje

### Ukidanje autonomije Kosova
Nakon što je tadašnji predsjednik Centralnog komiteta Saveza komunista Srbije Slobodan Milošević masovnim prosvjedima srušio pokrajinske vlasti Vojvodine i republičke vlasti Crne Gore, na njihovo mjesto postavivši svoje pristaše, započeo je pritiske na rukovodstvo Kosova. Početkom 1989. godine najavljene promjene srbijanskog ustava izazvale su generalni štrajk albanskih rudara u rudniku Stari Trg kod Prištine. Milošević je otišao na Kosovo, ali njegov govor nije uvjerio Albance da prekinu štrajk. 27. veljače, slovenski državni vrh, na čelu s Milanom Kučanom, dao je podršku kosovskim rudarima u njihovom štrajku. Sljedećeg dana, 28. veljače, u Beogradu je pred saveznom skupštinom demonstriralo više stotina tisuća ljudi, tražeći hitno rješavanje situacije na Kosovu. Istog dana, 28. veljače, Predsjedništvo SFRJ odobrava upotrebu vojske i uvodi izvanredno stanje na Kosovu. Nakon toga, specijalne snage srpske policije upale su u rudarska okna i ugušile štrajk albanskih rudara. Uhićeno je na stotine osoba, a pokrajinsko rukovodstvo je smijenjeno. 23. ožujka 1989. godine kosovski parlament usvaja ustavne amandmane. Kosovo gubi dotadašnju široku autonomiju i ponovo dobiva Metohija u nazivu.
28. lipnja 1989. godine, prilikom obilježavanja 600. godišnjice Kosovske bitke, Milošević je održao svoj neslavni govor na Gazimestanu, koji mnogi analitičari karakteriziraju kao službeni početak srpske nacionalističke kampanje. Milošević je poručio da su se tek sada, poslije punih šesto godina, „srpskom narodu otvorile oči“ i da „Srbi nisu osvajali i da nisu eksploatirali druge“. Milošević je završio pokličem:
Albanci su nakon oduzimanja autonomije pružali pasivni otpor, odbijajući sudjelovati u političkom životu Srbije, ne izlazeći na izbore ni na popis. Nekoliko mjeseci kasnije, većinsko albansko stanovništo pokrajine je 1990. godine proglasilo neovisnost Republike Kosova, što nije priznala ni jedna država osim Albanije. Od tada Albanci su počeli organizirati paralelne državne institucije, kao što su škole, porezni sustav, sudstvo i policija. Srbijanska policija je neprestano vršila intervenciju u obrazovni proces i maltretirala albanske učitelje pred njihovim učenicima, a također i same roditelje i učenike. Razdoblje nakon 1990. godine Albanci smatraju razdobljem "divljeg, totalitarnog, vojno-policijskog režima", pod kojim je albanska populacija teško patila.

### Oslobodilačka vojska Kosova
Oslobodilačka vojska Kosova (OVK) je bila albanska paravojna formacija, koja se sredstvima oružane borbe borila za neovisnost Kosova od Srbije. OVK je osnovana 1994. a prvi put u javnost je izašla 1996. godine. 
1996. godine Oslobodilačka vojska Kosova je započela s oružanim napadima na srpsku vojsku i policiju. Uslijedili su oružani sukobi JNA i OVK na dolini Drenica, u kojima su se našli i mnogi nedužni civili. U području Likošani je nakon toga nastradalo 60 albanskih civila i 4 srpska policajca.

### Kosovski rat
5. ožujka 1998. srpska policija je počela goniti Adema Jasharija, osnivača i vođu OVK, u selu Donje Prekaz. Uslijedila je masovna oružana borba oko Jasharijevog skloništa koja je rezultirala njegovom smrću i masakrom 60 Albanaca, od kojih su 18 bili žene, a 10 su bili mlađi od 16 godina. Zapadni mediji i političari kritizirali su Beograd zbog takvih postupaka. Ibrahim Rugova se sastao s Miloševićem 15. svibnja, ali nije bilo nikakvog napretka u zategnutim srpsko-albanskim odnosima. 
Srpska policija je, uz podršku Vojske Jugoslavije, tokom 1998. i 1999. godine provodila masovne progone albanskog i drugog muslimanskog življa s Kosova. Albanskim stanovnicima je nakon usmene naredbe o iseljavanju ostavljano kratko vrijeme za napuštanje domova, tako da su mogli sa sobom ponijeti samo ono najnužnije. Muškarce koji su se tome opirali, srpski policajci su ubijali u prisustvu njihovih žena i djece. U napadima na sela, ubojstvima, silovanjima, pljačkanju i spaljivanju kuća i stanova, sudjelovali su također i njihovi srpski susjedi, kao i bande kriminalaca iz “uže” Srbije. Prema podacima Visokog povjerenstva UN za izbjeglice (UNHCR) već 1998. godine (prije NATO-ova bombardiranja) s Kosova je bilo protjerano oko 350.000, a do 13. lipnja 1999. približno 1,5 milijuna stanovnika Kosova, uglavnom Albanaca.
Srpske snage su počinile niz masakra nad albanskim civilima. Prema iskazima svjedoka, JNA je sustavno prevozila leševe Albanaca u rudarski kompleks Trepča kraj Kosovske Mitrovice, gdje ih je palila. Procjenjuje se da je između 1,200 i 1,500 leševa tako uništeno u Trepči. Leševi Albanaca su također organizirano prevoženi u Srbiju, gdje su bacani u Dunav ili zakopavani u masovne grobnice.

### NATO-ovo bombardiranje
15. siječnja 1999. dogodio se Masakr u Račku u kojem su srpske snage ubile 45 Albanaca. Vijeće sigurnosti UN-a osudilo je masakr, koji je kasnije postao osnova optužbi za ratne zločine protiv Miloševića na Međunarodnom sudu. Masakr u Račku je označio prekretnicu u kosovskom ratu jer je međunarodna zajednica izgubila strpljenje za Miloševićevu agresivnu politiku i odlučila vojno intervenirati kako bi se spriječila dalja eskalacija na Balkanu.
Dužnosnici NATO-a zaprijetili su vojnom intervencijom ako se srpska vojska ne povuče s Kosova i ne dopusti raspoređivanje mirovnih snaga. Milošević je odbio, što je dovelo do NATO-ovog bombardiranja SRJ, koje je trajalo od 22. ožujka do 11. lipnja 1999. Nakon tri mjeseca bombardiranja Milošević je prihvatio povlačanje vojske i ulazak KFOR-a na Kosovo. 
Oko 750.000 protjeranih Albanaca moglo se potom vratiti natrag na Kosovo, ali je oko 100.000 Srba napustilo to područje. Većina kosovskih Srba se bojala surove osvete nakon što su jedinice Vojske Jugoslavije i srpske policije počele napuštati Kosovo. Na Srbima koji su ostali na Kosovu, gnjev su iskalili Albanci povratnici.

## Protektorat UN
Poslije bombardiranja 1999. godine, Kosovo dolazi pod upravu Ujedinjenih naroda. Oko 150.000-200.000 Srba i Roma pobjeglo je odmah nakon rata. Preostali Srbi su se organizirali u enklave koje su bile pod zaštitom KFOR-a. Uništeno je više desetina srpskih crkava po odlasku Vojske Jugoslavije.

### Sukobi na jugu Srbije 2001.
Otvoreni sukob između Srba i Albanaca ponovo je izbio u razdoblju od 1999. do 2001. u demilitariziranoj oblasti Preševa, sa srpske strane administrativne granice s Kosovom. Albanski ekstremisti su osnovali Oslobodilačku vojsku Preševa, Medveđe i Bujanovca, s ciljem pripajanja ovih oblasti Kosovu. Sukob je bio manjeg inteziteta nego onaj na Kosovu, i uglavnom se svodio na napade na civilne ciljeve. Sukob se završio kada je Vojska Jugoslavije ponovo ušla u demilitariziranu oblast uz odobrenje NATO-a, dok su pripadnici OVPMB amnestirani od strane NATO-a uz uvjet razvojačenja i razoružanja.

### Nemiri 2004.
17. ožujka 2004. godine izbili su nemiri na Kosovu. Tijekom dva dana sukoba između albanskog i srpskog stanovništva ubijeno je 28 ljudi., više stotina je ozlijeđeno. Glasnogovornica UN-a je izjavila da je uništeno 110 kuća i 30 crkava.
Nemiri na Kosovu izazvali su reakcije srpskih ekstremista u Srbiji. U Beogradu i Nišu su zapaljene džamije, dok je u Novom Sadu vandalizirana imovina muslimana (Albanaca, Turaka, Goranaca, Bošnjaka).

### Pregovori o statusu Kosova
Pregovori o statusu Kosova počeli su u veljači 2006. godine. Međunarodni posrednik Marti Ahtisari predstavio je plan o "nadziranoj neovisnosti", koji je srpska strana odbila, a albanska prihvatila. Nakon nekoliko neuspjelih pokušaja SAD-a i Velike Britanije za usvojanjem nove rezolucije u Vijeću sigurnosti, zbog ruske prijetnje vetom, započeli su novi pregovori u kojima su posredovali predstavnici Europske unije Wolfgang Ischinger, Rusije Aleksandar Bocan-Harčenko i Sjedinjenih Država Frank Wisner. Pregovori su okončani neuspješno 28. studenoga 2007. na posljednjem sastanku u Badenu kod Beča. 
Srpska strana je tokom tih pregovora predlagala da status Kosova bude reguliran poput statusa Hongkonga u Kini ili Alandskih otoka u Finskoj, ali su izaslanstva kosovskih Albanaca odbacile svaki prijedlog koji bi ostavljao Kosovo u sastavu Srbije.

## Neovisno Kosovo
Skupština Kosova je 17. veljače 2008. jednoglasno proglasila neovisnost Kosova glasovima svih 109 prisutnih zastupnika, dok je 11 srpskih zastupnika bojkotiralo glasanje. Tu odluku je Vlada Srbije još iste večeri poništila kao protupravni akt privremenih organa u Prištini, i od tada srpska diplomacija intenzivno radi protiv kosovske neovisnosti. Međunarodna reakcija na proglašenje neovisnosti Kosova je i dalje podijeljena. Republiku Kosovo je dosad priznalo više od 100 država članica UN-a. Neke države (Slovačka, Grčka, Haiti ) ne priznaju kosovsku neovisnost, ali priznaju putovnice Republike Kosovo. Druge pak zemlje službeno ne priznaju kosovske putovnice, ali dopuštaju ulaz s njima poput Kine, Izraela, Iraka, Gruzije i dr. Albanci imaju vlast na najvećem dijelu Kosova, uz iznimku nekih enklava koje su pod kontrolom Srba. Srbi ne žele sudjelovati ni u kakvoj vladi koja nije vođena iz Beograda.

## Vanjske poveznice
- "Po naređenju-Ratni zločini na Kosovu", Izvješće Human Rights Watch (HRW) na srpskom jeziku
- Kosovo - koreni sukoba (srp.)
- Progon Albanaca i kolonizacija Kosova  Arhivirana inačica izvorne stranice od 17. prosinca 2009. (Wayback Machine) (Istorijski institut u Prištini) (engl.)
- Report of the International Commission to Inquire into the Causes and Conduct of the Balkan War (1914)
- Zef Mirdita, Albanci u svjetlosti vanjske politike Srbije  Arhivirana inačica izvorne stranice od 25. lipnja 2001. (Wayback Machine)
- Latinka Perović, Pomirenje Srba i Hrvata i Srba i Albanaca  Arhivirana inačica izvorne stranice od 3. siječnja 2010. (Wayback Machine) (srp.)
- Anton Bebler, Propuštena prilika  Arhivirana inačica izvorne stranice od 23. rujna 2009. (Wayback Machine) (srp.)